# Киновселенная Marvel
Киновселенная Marvel (англ. Marvel Cinematic Universe) — американская медиафраншиза, вымышленная общая вселенная и серия супергеройских фильмов, основанная на комиксах издательства Marvel Comics и разработанная кинокомпанией Marvel Studios. Во франшизу также входят сериалы, специальные выпуски, короткометражные фильмы, веб-сериалы и книжная продукция. Как и оригинальная вселенная Marvel Comics, киновселенная была создана путём соединения в общую сюжетную линию нескольких фильмов и сериалов с общими актёрами, персонажами и событиями.
На данный момент вышло тридцать семь полнометражных фильмов франшизы. Marvel Studios группирует свои фильмы в «Фазы». Первые три фазы известны под названием «Сага Бесконечности», а следующие три фазы — «Сага Мультивселенной». Первый фильм КВМ, «Железный человек» (2008), начал Первую фазу, кульминацией которой стал фильм-кроссовер «Мстители» (2012). Вторая фаза началась с «Железного человека 3» (2013) и завершилась «Человеком-муравьём» (2015). Третья фаза началась с фильма «Первый мститель: Противостояние» (2016) и завершилась фильмом «Человек-паук: Вдали от дома» (2019). Четвёртая фаза началась с «Чёрной вдовы» (2021) и завершилась «Чёрной пантерой: Ваканда навеки» (2022). «Человек-муравей и Оса: Квантомания» (2023) начал Пятую фазу, закончившуюся фильмом «Громовержцы*» (2025). Шестая фаза началась с фильма «Фантастическая четвёрка: Первые шаги» (2025) и завершится фильмом «Мстители: Секретные войны» (2027).
Подразделение Marvel Television расширило события киновселенной в телесериалах, начиная с «Агентов „Щ.И.Т.“» (2013—2020) на канале ABC; затем телесериалы были созданы для стриминговых сервисов Netflix и Hulu, а также для канала кабельного телевидения Freeform; веб-сериал «Агенты «Щ.И.Т.»: Йо-Йо» также расширил киновселенную. С 2018 года Marvel Studios начала продюсировать собственные телесериалы для Disney+, отличные от Marvel Television. Первым подобным проектом стал мини-сериал «Ванда/Вижн» (2021), начавший Четвёртую фазу КВМ. В этой фазе также начали выходить специальные выпуски, первым из которых стал «Ночной оборотень» (2022). За многие годы в рамках киновселенной были созданы вирусная маркетинговая кампания для фильмов, включающая программы «WHIH Newsfront» и «The Daily Bugle», комикс-приквелы и тай-ины издательства Marvel Comics.
Киновселенная Marvel занимает первое место в списке самых прибыльных серий фильмов с общими сборами более $32 млрд, а картины «Мстители: Финал», «Мстители: Война бесконечности» и «Человек-паук: Нет пути домой» занимают соответственно второе, седьмое и восьмое места в списке самых кассовых фильмов за всю историю кинематографа.
Киновселенная является коммерчески успешной и в целом получает положительные отзывы критиков и зрителей; однако, начиная с Четвёртой фазы, фильмы и сериалы Marvel стали подвергаться всё большей критике, а общее количество проектов выросло. Успех КВМ вдохновило другие кино- и телестудии на создание аналогичных общих вселенных с персонажами комиксов. По мотивам КВМ были созданы несколько тематических аттракционов, художественная выставка, две специальные телепрограммы, путеводители по каждому фильму, несколько видеоигр и рекламных роликов.

## Создание

### Фильмы и сериалы Marvel Studios

#### Фильмы Саги Бесконечности
К 2005 году компания Marvel Entertainment начала планировать независимое производство собственных фильмов и их распространение через Paramount Pictures. Ранее студия выступала сопродюсером нескольких супергеройских фильмов вместе со студиями Columbia Pictures, New Line Cinema и другими (наиболее заметным являлся семилетний контракт с 20th Century Fox). Лицензионные сделки приносили Marvel относительно небольшую прибыль, а студия хотела работать эффективнее и сохранять творческий контроль над своими проектами и заниматься их распространением. Ави Арад, глава киноотделения Marvel, остался доволен фильмами Сэма Рэйми о Человеке-пауке производства Sony Pictures, но проекты других студий принесли ему разочарование. В результате Арад решил создать Marvel Studios, первую крупную независимую киностудию Голливуда со времён DreamWorks. Кевин Файги, заместитель Арада, осознавал, что в отличие от Человека-паука и Людей Икс, права на экранизацию которых были отданы Sony и Fox, соответственно, сама студия Marvel по-прежнему владеет правами на экранизацию основных членов команды Мстителей. Файги, называвший себя «фанбоем», предполагал создать общую вселенную, подобную той, которую в начале 1960-х годов создали в комиксах Стэн Ли и Джек Кирби.
В 2006 году для привлечения капитала студия заключила возобновляемый кредитный договор с банком «Merrill Lynch» сроком на 7 лет на сумму 525 млн долларов. План Marvel состоял в поэтапном выпуске сольных фильмов о героях для их последующего объединения в фильме-кроссовере. Ави Арад изначально сомневался в выбранной стратегии, но в дальнейшем настаивал на том, что именно его репутация помогла обеспечить выдачу первого кредита на производство. Он ушёл в отставку в 2006 году. В 2007 году Файги был назначен главой студии. Чтобы сохранить художественную целостность своих историй, в Marvel Studios был создан креативный комитет из шести человек, знакомых с историей комиксов: сам Файги, сопредседатель Marvel Studios Луис Д’Эспозито, глава издательства Marvel Comics Дэн Бакли, глава креативного отдела Marvel Джо Кесада, автор комиксов Брайан Майкл Бендис и президент Marvel Entertainment Алан Файн, курировавший комитет. Первоначально для киновселенной Файги использовал термин «Marvel Cinema Universe», затем изменённый на «Marvel Cinematic Universe». После расширения киновселенной в сериалах и комиксах, данный термин нередко стал использоваться только для обозначения фильмов студии. Киновселенная получила обозначение «Земля-199999», что стало продолжением комиксной традиции определения разных альтернативных миров в рамках мультивселенной.
Фильмы КВМ выпускаются в рамках «фаз» — начиная с Первой и Второй. В декабре 2009 года Walt Disney Company приобрела Marvel Entertainment за $4 млрд. Руководство Disney объявило, что после истечения соглашения с Paramount будущие релизы Marvel Studios будут распространяться через собственное студийное подразделение Disney. В октябре 2014 года Marvel Studios провела мероприятие для прессы и фанатов, на котором было объявлено расписание фильмов Третьей фазы. К сентябрю 2015 года Marvel Studios стала дочерней компанией «Walt Disney Studios»; соответственно, Кевин Файги стал отчитываться напрямую председателю «Walt Disney Studios» Алану Хорну, а не генеральному директору Marvel Entertainment Айзеку Перлмуттеру. После этого креативный комитет стал вносить лишь номинальный вклад в производство фильмов, контролируя, при этом, создание телесериалов, остававшихся под контролем Перлмуттера. Все ключевые решения по фильмам киновселенной стали приниматься Файги, Д’Эспозито и исполнительным вице-президентом Викторией Алонсо. В ноябре 2017 года Файги упомянул, что «Мстители: Финал» (2019) станут «отчётливым концом» всех предшествующих фильмов и сюжетных линий, а история франшизы разделится на «до [Финала] и после».

#### Фильмы и сериалы Саги Мультивселенной
Ещё в ноябре 2017 года Disney начала работу над первым сериалом во вселенной Marvel для своей новой платформы Disney+. А уже в июле 2018 года Кевин Файги признался, что ведёт переговоры с руководством Disney о полноценном участии Marvel Studios в создании контента для стриминга — шаге, который, по его мнению, крайне важен для компании в целом. К осени 2018 года поползли слухи: студия готовит несколько приквел-мини-сериалов о «тёмных лошадках» киновселенной — персонажах, чьи имена знакомы фанатам, но собственный полнометражный фильм у них вряд ли появился бы. Каждый такой проект состоял из шести–восьми эпизодов и производился бы не Marvel Television, а под крылом Marvel Studios, а Файги обещал лично курировать их разработку. По его словам, на телевидении можно «рассказать то, что невозможно уместить в кино: длинный формат даёт свободу экспериментов со структурой и сюжетом». Получив от Disney карт-бланш, команда студии ощутила прилив вдохновения: «Мы отбросили рамки — и творчество заиграло новыми красками». Телевизионные спецвыпуски выходят под брендом «Marvel Studios Special Presentations». Первым таким запланированным проектом для Disney+ стал «Праздничный спецвыпуск „Стражей Галактики“» (2022).

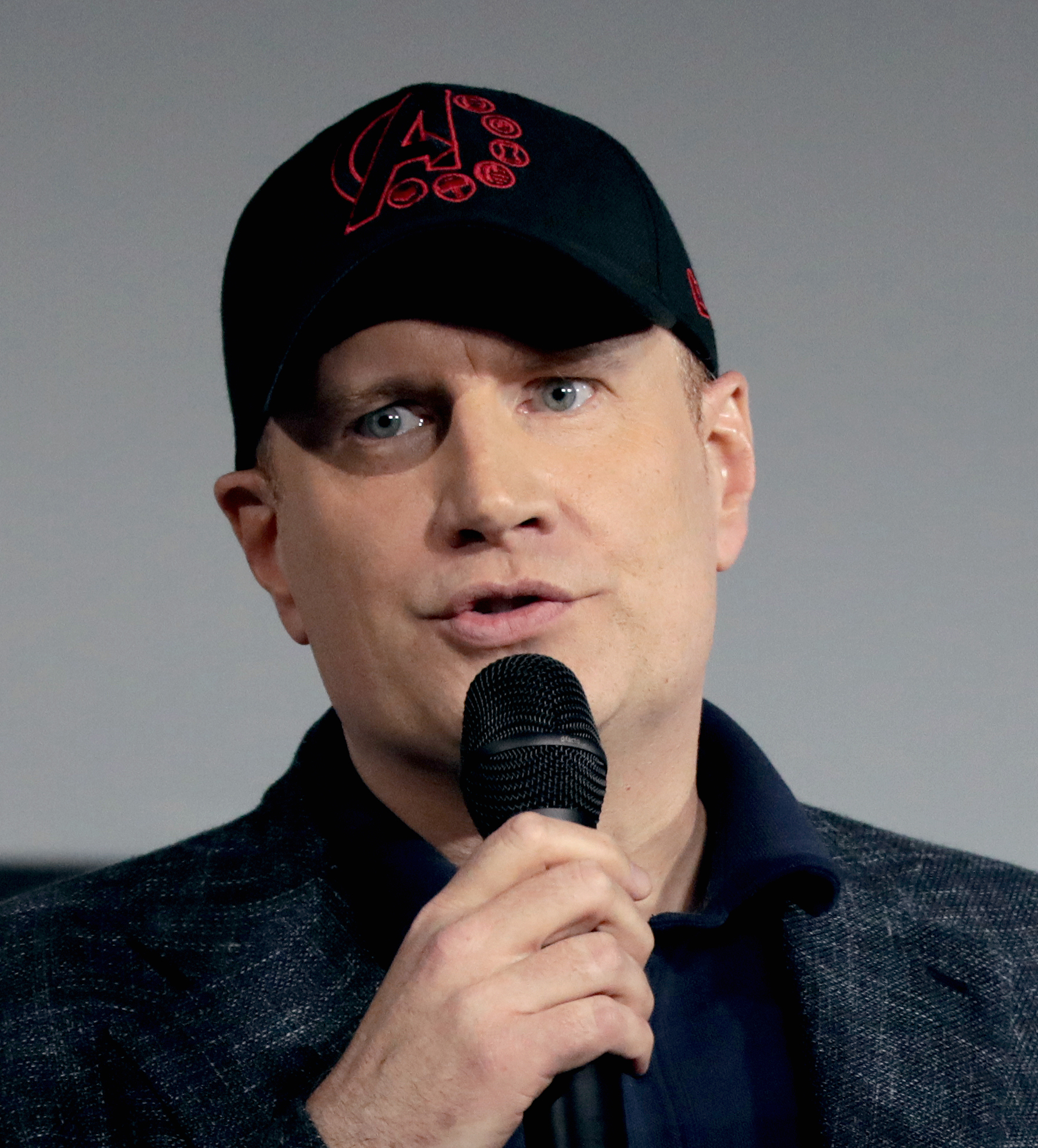
Кевин Файги помог воплотить в жизнь замысел общей киновселенной Marvel

В июле 2019 года на Комик-коне в Сан-Диего Файги представил расписание Четвёртой фазы киновселенной — впервые наряду с полнометражными фильмами были анонсированы сериалы для Disney+. Среди них — дебютный анимационный сериал «Что, если…?». В июле 2021 года стало известно, что внутри Marvel появилась «анимационная мини-студия» Marvel Studios Animation, которая сосредоточится на создании нового анимационного контента, помимо «Что, если…?». По данным Виктории Алонсо, к концу 2021 года на разных этапах производства находилось порядка 31 проекта. В апреле 2022 года команда ушла в творческий отпуск, чтобы наметить планы на следующие десять лет. А в июле на Комик-коне были объявлены планы на фильмы и сериалы Пятой и Шестой фаз, которые объединились под общим названием «Сага Мультивселенной».
После грандиозного финала «Саги Бесконечности» в «Мстителях: Война бесконечности» (2018) и «Мстителях: Финал» (2019) Marvel Studios, учитывая многократный рост числа проектов, решила уйти от «крупного кроссовера со Мстителями в конце каждой фазы». Вместо этого кульминацией «Саги Мультивселенной» должны были стать сразу два фильма — «Мстители: Династия Канга» и «Мстители: Секретные войны» (2027). Главным антагонистом был выбран Канг Завоеватель — и неслучайно: его бесчисленные варианты из разных миров мультивселенной дают куда больше возможностей для интриг, чем Танос. Первоначально этот сюжетный ход не планировался, но после впечатляющей игры Джонатана Мэйджорса в первом сезоне сериала «Локи» (2021) и первых монтажных склеек «Человека-муравья и Осы: Квантомания» (2023) студия окончательно утвердилась в своём решении. Однако в декабре 2023 года, когда актёра признали виновным в деле о нападении и домогательствах, Disney и Marvel расторгли с ним контракт. На тот момент «Династия Канга» внутри студии обозначалась как «Мстители 5», но к началу 2024 года от идеи с Кангом решили отказаться и начали поиск нового злодея для саги.
За полгода до этого, в марте 2023 года, продюсера Викторию Алонсо уволили из Marvel Studios за продюсирование фильма Amazon Studios «Аргентина, 1985» (2022), что противоречило её контракту с Disney 2018 года. По официальной версии, она не согласовала с компанией своё участие и продолжала продвигать ленту после премьеры — нарушение, которое Disney расценила как «явное несоблюдение условий контракта и корпоративной политики». Стороны оспаривали детали: юристы Алонсо утверждали, что Disney знала о её работе над «Аргентиной, 1985» и уволила её из-за разногласий по цензуре элементов гей-прайда в «Квантомании» ради выпуска фильма в Кувейте и соблюдения местных законов. В апреле 2023 года конфликт завершился многомиллионным соглашением о компенсации.
Летом 2023 года глава Disney Боб Айгер признал: «избыточное число» сериалов и фильмов Marvel «рассеяло внимание зрителей», а несколько проектов не оправдали ожиданий. В мае следующего года он анонсировал новую стратегию: не более трёх фильмов и двух сериалов в год — вместо прежних четырёх фильмов и четырёх сериалов. Цель — вернуть студии концентрацию и повысить качество контента. По словам Файги и Д’Эспозито, 2023 год выдался «сложным», но уроки усвоены: студия вновь возвращается в статус «андердога», чтобы удивлять поклонников, как во времена Первой фазы. После 2025 года, по их прогнозам, Marvel Studios будет выпускать два фильма и три сериала ежегодно: в самом 2025 году выходят три фильма и шесть сериалов, давно находящихся в производстве. В мае того же года Айгер назвал «Громовержцев*» «первым ярким примером» нового вектора движения студии.
В 2024 году Marvel Studios создала для удобства зрителей три отдельных лейбла: Marvel Spotlight, Marvel Animation и Marvel Television, чтобы каждый мог выбирать, какие истории и герои ему интереснее, не перегружая себя просмотром всей киновселенной. А на Комик-коне в Сан-Диего 2024 года пятый фильм о Мстителях был официально озаглавлен «Мстители: Судный день» (2026). Новым главным злодеем «Саги Мультивселенной» станет Виктор фон Дум / Доктор Дум — роль, которую исполнит Роберт Дауни-мл. (знакомый зрителям по роли Тони Старка / Железного человека в Саге Бесконечности).

#### Включение мутантов и Людей Икс
В декабре 2017 года Disney договорилась о покупке активов компании 21st Century Fox, а сделка была окончательно закрыта 19 марта 2019 года. Благодаря этому к Marvel Studios вернулись права на экранизацию [Дэдпул]]а, Людей Икс и Фантастической четвёрки, однако, как пояснил позже Файги, из-за корпоративных юридических процедур включение персонажей в КВМ затянулось надолго. Одними из первых «фоксовских» элементов во киновселенной стали организация «М.Е.Ч.» из мини-сериала «Ванда/Вижн» и вымышленный остров Мадрипур из сериала «Сокол и Зимний солдат». После этого Патрик Стюарт вновь воплотил профессора Чарльза Ксавьера в фильме «Доктор Стрэндж: В мультивселенной безумия» — но уже в образе альтернативной версии героя из «Людей Икс». В сериале «Мисс Марвел» стало известно, что Камала Хан обладает генетической мутацией и по сути является первым мутантом в КВМ. А в фильме «Чёрная пантера: Ваканда навеки» выясняется, что и Нэмор — мутант, как и в комиксах. Ещё одну важную мутантскую роль исполнил Келси Грэммер, вернувшийся к образу доктора Хенка Маккоя / Зверя в «Капитан Марвел 2», где также дебютировала новая мутантка Бинарность — альтернативная версия Марии Рэмбо в исполнении Лашаны Линч.
Кевин Файги назвал «Дэдпула и Росомаху» (2024) настоящим стартом «эры мутантов» в Marvel Studios и заявил, что все последующие проекты будут развиваться в этом ключе. В некоторых фильмах между «Дэдпулом и Росомахой» и «Секретными войнами» начнут появляться Люди Икс, а сами «Секретные войны» должны открыть «новую эру мутантов» и собственно представить в киновселенной Людей Икс. В «Мстителях: Судный день» к знакомым образам вернутся Иэн Маккеллен в роли Эрика Леншерра / Магнето, Алан Камминг в роли Курта Вагнера / Ночного Змея, Ребекка Ромейн — в образе Рэйвен Даркхолм / Мистик, а Джеймс Марсден снова сыграет Скотта Саммерса / Циклопа. Также в картине появятся Патрик Стюарт и Келси Грэммер. По словам инсайдеров, у Кевина Файги уже есть амбициозный десятилетний план развития Людей Икс в киновселенной.

### Телевидение

#### Marvel Television

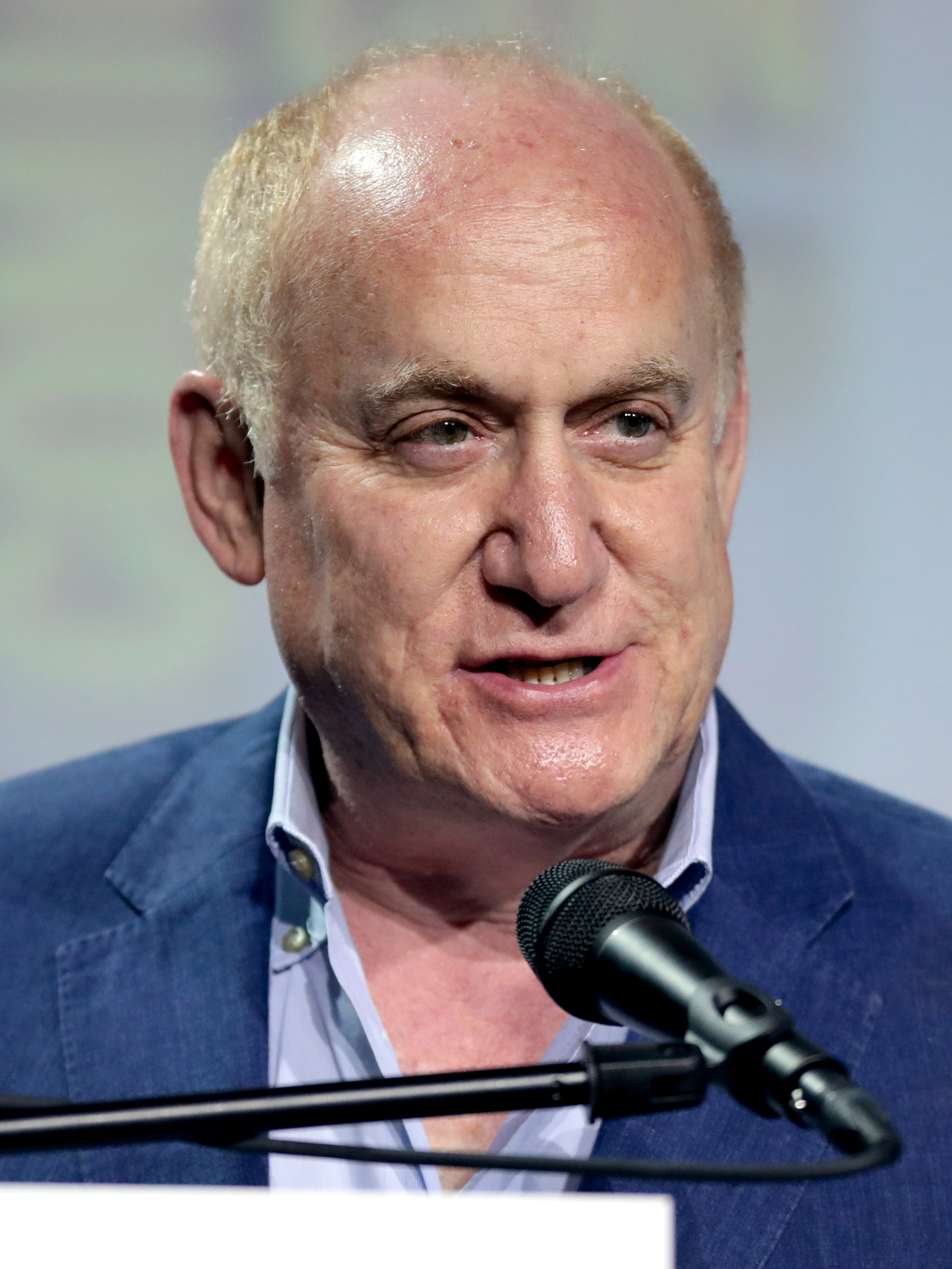
Бывший глава Marvel Television Джеф Лоуб выступал исполнительным продюсером каждого телесериала от Marvel на ABC, Netflix, Hulu и Freeform

В июне 2010 года было создано телевизионное подразделение Marvel — Marvel Television, его главой стал Джеф Лоуб. В июле 2012 года Marvel Television находилась в стадии переговоров с телеканалом ABC о создании телесериала в рамках киновселенной; в конечном итоге, совместно с ABC были созданы сериалы «Агенты „Щ.И.Т.“», «Агент Картер» и «Сверхлюди», последний из которых — вместе с корпорацией IMAX. В ноябре 2013 года компания Disney представила Netflix на рассмотрение сериалы «Сорвиголова», «Джессика Джонс», «Люк Кейдж» и «Железный кулак», которые привели к событиям мини-сериала «Защитники». В апреле 2016 года Netflix заказал сериал «Каратель», спин-офф «Сорвиголовы». К февралю 2019 года Netflix закрыл все свои сериалы по комиксам Marvel. В январе 2021 года Кевин Файги сказал «никогда не говори никогда», отвечая на вопрос о потенциальном возрождении этих сериалов, но отметил, что студия сосредоточена на своих собственных проектах для Disney+. В апреле 2016 года принадлежащая Disney кабельная сеть «Freeform» анонсировала выход сериала «Плащ и Кинжал». В мае 2017 года Marvel объявила, что сервис Hulu заказал сериал «Беглецы». В мае 2019 года было объявлено о выходе на Hulu проекта «Хелстром».
В октябре 2019 года в результате дальнейшей реструктуризации Кевин Файги получил должность главного креативного директора Marvel Entertainment, при этом подразделение Marvel Television перешло в ведение Marvel Studios, а Marvel Television стала дочерним подразделением Marvel Studios. Однако через два месяца подразделение Marvel Television было окончательно расформировано, Marvel Studios взяла на себя производство текущих сериалов; все остальные проекты Marvel Television были отменены. В январе 2021 года Файги заявил, что никогда не говорит «никогда» о возможном возрождении сериалов, снятых для Netflix, но особо подчеркнул, что сейчас команда сосредоточена на собственных проектах для Disney+. Несмотря на это, в мае 2022 года стало известно, что Marvel Studios готовит новый сериал о Сорвиголове для Disney+. В июле проект получил официалтное название «Сорвиголова: Рождённый заново».

### Расширение в других медиасферах
В 2008 году был выпущен первый комикс, связанный с событиями киновселенной. Джо Кесада отметил, что действия комиксов будут происходить во время фильмов или между ними, но события в них не предназначаются для прямой адаптации. Скорее, они будут исследовать «что-то произошедшее за кадром», или конкретизировать что-то кратко упомянутое. Иногда в создании подобных комиксов тай-инов участвовал Кевин Файги, а иногда и сценаристы фильмов. Marvel Comics и Marvel Studios работали с авторами комиксов Брэдом Уиндербаумом, Джереми Латчемом и Уиллом Короной Пилигримом, чтобы решить, какие концепции вселенной комиксов следует перенести в киновселенную, что изображать в комиксах, а что оставить для фильмов. Позже было уточнено, какие из комиксов тай-инов считаются каноном для КВМ, а какие — просто вдохновлены КВМ, они «показывают всех задуманных персонажей фильмов в комиксных костюмах и формах».
В августе 2011 года Marvel анонсировала серию короткометражных фильмов для выхода на DVD под названием «Marvel One-Shots», в Marvel Comics так назывались комиксы из одного выпуска. Сопродюсер Брэд Уиндербаум назвал короткометражки «забавным способом поэкспериментировать с новыми персонажами и идеями» и расширить КВМ. Каждая короткометражка задумана как самостоятельное повествование, которая предоставляет больше предыстории для персонажей или событий, представленных в фильмах.
В марте 2015 года вице-президент Marvel по разработке и анимационному производству Корт Лейн заявил, что анимационные дополнения к фильмам всё ещё разрабатываются. В июле того же года Marvel Studios в партнёрстве с Google выпустила выдуманную новостную программу «WHIH Newsfront с Кристин Эверхарт» в виде серии видеороликов на YouTube, что стало центром вирусной рекламной кампании по продвижению фильмов и всей киновселенной. В декабре 2016 года на сайте ABC.com вышел шестисерийный веб-сериал «Агенты „Щ.И.Т.“: Йо-Йо», центром сюжета стала секретная миссия Елены «Йо-Йо» Родригес незадолго до событий четвёртого сезона «Агентов „Щ.И.Т.“». В сентябре 2019 года компания Sony в действительности создала вымышленный сайт TheDailyBugle.net — в рамках вирусной маркетинговой кампании по продвижению цифрового выхода фильма «Человек-паук: Вдали от дома» (2019). Портал вдохновлён сайтами теорий заговора (например, Алекса Джонса); на главной странице TheDailyBugle.net размещено обращение Джей Джоны Джеймсона (чью роль исполняет Дж. К. Симмонс), где он выступает против Человека-паука и затем просит зрителей «поставить лайк и подписаться». В декабре 2020 года Marvel Studios анонсировала серию анимационных короткометражек для Disney+ «Я есть Грут» с Малышом Грутом в главной роли.

### Ведение бизнеса

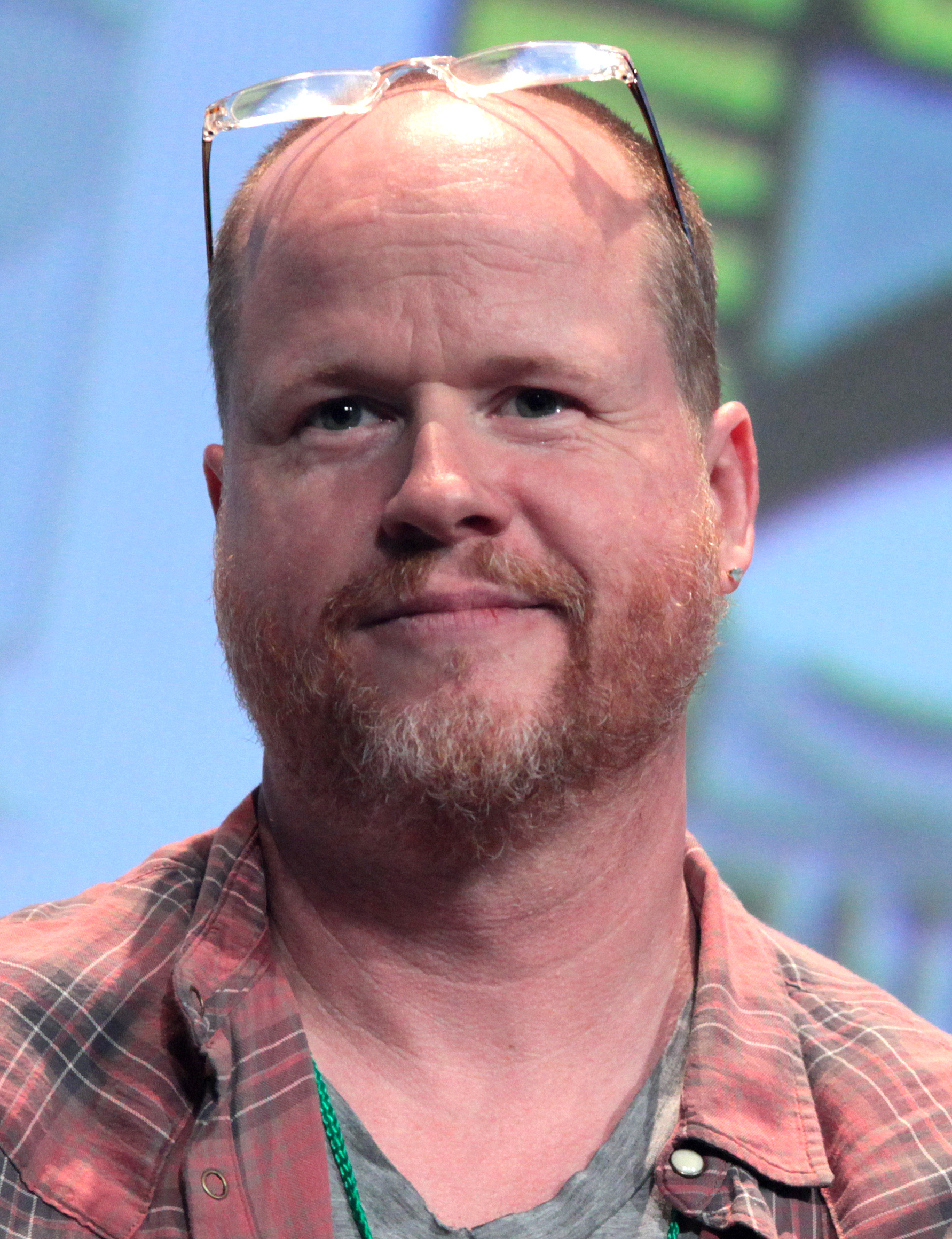
Джосс Уидон внёс большой вклад во Вторую фазу, предложив общее направление для всех её фильмов, запустив первый телесериал КВМ, «Агенты „Щ.И.Т.“», и став режиссёром и сценаристом ленты «Мстители: Эра Альтрона»

Студия Marvel часто составляет особый альбом («лукбук») из комикс-вдохновений и концепт-артов от отдела визуальных разработок для создания наглядных шаблонов своих проектов. Примерно каждые «1,5 года или около того» на выездных совещаниях студии подобные альбомы сводятся, это позволяет чётко планировать и разрабатывать фазы КВМ. Однако не всегда режиссёры просматривают эти «лукбуки», студия предпочитает, чтобы режиссёры сначала предлагали свои собственные идеи проектов. При выборе режиссёров Marvel Studios ищет тех, кто может направлять ход производства; но иногда студия может исходить из предыдущих работ режиссёра. Кевин Файги заметил: «Вам не нужно было иметь опыт создания большого, гигантского фильма с визуальными эффектами, чтобы сделать для нас большой, гигантский фильм с визуальными эффектами. Вы просто должны были ранее сделать что-то необыкновенно потрясающее».
Студия обеспечивает открытость режиссёров к идее общей вселенной и их готовность включать в свои фильмы связки к уже вышедшим и будущим лентам: например, Кеннету Брана и Джо Джонстону было необходимо вставить в «Тора» и «Первого мстителя», соответственно, сцены, подводящие к «Мстителям». У Marvel обычно есть большая идея, которую студия хотела бы воплотить в проекте, например, подрывная работа Гидры в «Щ.И.Т.е» в ленте «Первый мститель: Другая война», и создателям при интерпретации приходится «немного импровизировать» для достижения цели. После того, как начальные идеи окончательно проработаны, творческая команда начинает изучать возможные связи с другими будущими проектами для развития общей вселенной. Братья Руссо и сценаристы Кристофер Маркус и Стивен Макфили плотно сотрудничали с режиссёрами и сценаристами других фильмов Третьей фазы для «правильного выстраивания кульминации КВМ» в «Войне бесконечности» и «Финале».
Студия Marvel заключала контракты с актёрами на несколько фильмов, например, с Сэмюэлем Л. Джексоном в своё время был подписан «беспрецедентный» контракт на девять фильмов. Файги рассказал, что именно по инициативе студии заключались подобные контракты, причём нормой являлся контракт на появления в трёх или более фильмах, а договоры на 9 или 12 кинолент были довольно редки. В контрактах актёров есть положения, позволяющие Marvel использовать до трёх минут экранного времени актёров из одного фильма для другого, что в студии описывается как «необходимые связки». К началу Четвёртой фазы Marvel Studios перестала заключать подобные долговременные контракты с актёрами. Кевин Файги отметил, что каждый контракт отличался от других по продолжительности, а студия ищет актёров, которые «рады быть во вселенной [и] рады бо́льшим возможностям», не будучи связанными контрактными обязательствами. Он также отметил, что Marvel Studios начинает включать выступления в тематических парках в актёрские контракты.
В августе 2012 года Marvel подписала с Джоссом Уидоном эксклюзивный контракт до июня 2015 года на фильмы и телевидение. Заключив сделку, Уидон надеялся «внести творческий вклад» во вторую фазу КВМ и разработать первый телесериал для киновселенной. В апреле 2017 года Джеймс Ганн сообщил, что будет тесно работать с Marvel, «помогая направить сюжетные линии [членов команды Стражи Галактики], чтобы будущее космической части киновселенной оставалось таким же особенным и волшебным, как и прежде». К декабрю 2020 года из-за влияния пандемии COVID-19 на киноиндустрию студия Marvel начала обновлять контракты актёров, сценаристов, режиссёров и продюсеров, включив в них пункты о компенсации из-за отмены кинотеатрального релиза фильма и его переноса на стриминг-сервис Disney+. Издание «TheWrap» сообщило, что, по их сведениям, обновлённые контракты будут применяться только к актёрам фильмов, производство которых ещё не началось; поэтому было неясно, будут ли внесены какие-либо коррективы в контракты актёров на фильмы, которые уже готовы, но ещё не выпущены.
В случае с бизнес-стратегиями в Marvel Television Джеф Лоуб объяснил, что считает себя и коллег продюсерами, оказывающими поддержку шоураннеру: «Мы участвуем в каждом аспекте производства — будь то работа со сценаристами, монтаж на съёмочной площадке или кастинг — каждый этап производства проходит через команду Marvel, чтобы мы могли рассказать лучшую историю». Он добавил, что студия способна работать над огромным количеством телесериалов для разных телеканалов и стриминг-сервисов, потому что всё, что нужно, — это один представитель студии в команде продюсеров каждого сериала, чтобы «направлять процесс». Актёры телесериалов Marvel, такие как Чарли Кокс (исполнитель роли Мэтта Мёрдока / Сорвиголовы в сериале «Сорвиголова») и Эдрианн Палики (исполнительница роли Бобби Морс / Пересмешницы в «Агентах „Щ.И.Т.“»), по контракту были обязаны сниматься в фильмах киновселенной, если их попросят. При разработке мини-сериала «Защитники» шоураннер Марко Рамирес консультировался с создателями всех сольных сериалов Netflix для Marvel, попросив их прочитать сценарий кроссовер-сериала и дать комментарии о представлении мира каждого персонажа. В декабре 2021 года Кевин Файги подтвердил, что Чарли Кокс вернётся к роли Сорвиголовы в проектах КВМ от Marvel Studios, начиная с фильма «Человек-паук: Нет пути домой» (2021). Кроме того, Винсент Д’Онофрио повторил роль Кингпина в сериале КВМ «Соколиный глаз» (2021) на Disney+.

## Полнометражные фильмы
Marvel Studios группирует свои фильмы в «Фазы».

### Сага Бесконечности
Первые три фазы вместе известны как «Сага Бесконечности». Первая фаза состоит из фильмов «Железный человек» (2008), «Невероятный Халк» (2008), «Железный человек 2» (2010), «Тор» (2011), «Первый мститель» (2011) и кроссовера «Мстители» (2012). Вторая фаза включает в себя кинокартины «Железный человек 3» (2013), «Тор 2: Царство тьмы» (2013), «Первый мститель: Другая война» (2014), «Стражи Галактики» (2014), «Мстители: Эра Альтрона» (2015) и «Человек-муравей» (2015). «Первый мститель: Противостояние» (2016) стал первым фильмом Третьей фазы, за ним последовали «Доктор Стрэндж» (2016), «Стражи Галактики. Часть 2» (2017), «Человек-паук: Возвращение домой» (2017), «Тор: Рагнарёк» (2017), «Чёрная пантера» (2018), «Мстители: Война бесконечности» (2018), «Человек-муравей и Оса» (2018), «Капитан Марвел» (2019), «Мстители: Финал» (2019) и «Человек-паук: Вдали от дома» (2019).

### Сага Мультивселенной
Вторые три фазы вместе известны как «Сага Мультивселенной», и включают в себя также сериалы стриминг-сервиса Disney+. В Четвёртую фазу входят фильмы «Чёрная вдова» (2021), «Шан-Чи и легенда десяти колец» (2021), «Вечные» (2021), «Человек-паук: Нет пути домой» (2021), «Доктор Стрэндж: В мультивселенной безумия» (2022), «Тор: Любовь и гром» (2022) и «Чёрная пантера: Ваканда навеки» (2022). Пятая фаза начинается с фильма «Человек-муравей и Оса: Квантомания» (2023), за которым следуют «Стражи Галактики. Часть 3» (2023), «Капитан Марвел 2» (2023), «Дэдпул и Росомаха» (2024), «Капитан Америка: Новый мир» (2025) и «Громовержцы*» (2025). Шестая фаза начнётся с фильма  «Фантастическая четвёрка: Первые шаги» (2025). В неё также войдут картины «Человек-паук: Совершенно новый день» (2026), «Мстители: Судный день» (2026) и «Мстители: Секретные войны» (2027).

## Короткометражные фильмы и сериалы

### Marvel One-Shots
«Marvel One-Shots» (рус. Короткометражки Marvel) — серия короткометражных фильмов, выпущенных компанией Marvel Studios в рамках КВМ вместе с DVD и Blu-ray-релизами полнометражных фильмов. В серию вошли «Консультант» (2011), «Забавный случай по дороге к молоту Тора» (2011), «Образец 47» (2012), «Агент Картер» (2013) и «Да здравствует король» (2014).
После того, как в январе 2022 года «Marvel One-Shots» стали доступны на Disney+, студия Marvel отнесла к ним и серию псевдодокументальных короткометражных фильмов «Команда Тора», выпущенных на цифровых и DVD-носителях с 2016 по 2018 годы; режиссёром и сценаристом выступил Тайка Вайтити. Всего вышло три эпизода: «Команда Тора», «Команда Тора: Часть 2» и «Команда Дэррила».

### «Я есть Грут»
«Я есть Грут» — это серия фотореалистичных анимационных короткометражных фильмов для Disney+ с Малышом Грутом в главной роли, который отправляется в путешествия по галактике в компании новых и необычных персонажей. Мультсериал состоит из двух сезонов, которые выходили в 2022 и в 2023 году соответственно.

## Телевизионные сериалы

### Сериалы Marvel Television
Подразделение Marvel Television выпустило на телеканалах, стриминг-сервисах и кабельных сетях несколько телесериалов, чьи события происходят в КВМ. На телеканале ABC транслировались сериалы линейки «Герои Marvel»: «Агенты „Щ.И.Т.“» (2013—2020), «Агент Картер» (2015—2016) и «Сверхлюди» (2017). На стриминг-сервисе Netflix выходили сериалы линейки «Рыцари Marvel» (другое название — «Сага Защитников»): «Сорвиголова» (2015—2018), «Джессика Джонс» (2015—2019), «Люк Кейдж» (2016—2018), «Железный кулак» (2017—2018), «Защитники» (2017) и «Каратель» (2017—2019). Два молодёжных сериала «Беглецы» (2017—2019) и «Плащ и Кинжал» (2018—2019) транслировались на стриминг-сервисе Hulu и кабельной сети Freeform, соответственно. А сериал от Hulu «Хелстром» (2020) изначально задумывался как начало мини-франшизы «Путешествие в Страх», но был закрыт после первого сезона.

### Сериалы Marvel Studios
Сериалы Marvel Studios непосредственно связаны с фильмами КВМ и транслируются на стриминговом сервисе Disney+. В Четвёртую фазу входят «Ванда/Вижн» (2021), «Сокол и Зимний солдат» (2021), первый сезон «Локи» (2021), первый сезон «Что, если…?» (2021), «Соколиный глаз» (2021), «Лунный рыцарь» (2022), «Мисс Марвел» (2022) и «Женщина-Халк: Адвокат» (2022). Пятая фаза включает в себя «Секретное вторжение» (2023), второй сезон «Локи» (2023), второй сезон «Что, если…?» (2023), «Эхо» (2024), «Это всё Агата» (2024), третий сезон «Что, если…?» (2024), первый сезон «Ваш дружелюбный сосед Человек-паук» (2025), первый сезон «Сорвиголова: Рождённый заново» (2025) и «Железное сердце» (2025). В Шестую фазу войдут «Очи Ваканды» (2025), «Зомби Marvel» (2025), «Чудо-человек» (2025—2026), второй сезон «Ваш дружелюбный сосед Человек-паук» (2026), второй сезон «Сорвиголова: Рождённый заново» (2026), «Квест Вижна» (2026) и третий сезон «Ваш дружелюбный сосед Человек-паук» (2027).

## Телевизионные специальные выпуски
Marvel Studios также разрабатывает спецвыпуски для стримингового сервиса Disney+, которые непосредственно связаны с фильмами КВМ. В Четвёртую фазу вошли «Ночной оборотень» (2022) и «Стражи Галактики: Праздничный спецвыпуск» (2022). В разработке находится безымянный спецвыпуск о Карателе, который должен стать частью Шестой фазы.

## Другие медиасферы

### Веб-сериалы
«WHIH Newsfront» (2015—2016) — выдуманная новостная программа в виде серии видеороликов на YouTube, выпущенная в партнёрстве с Google и ставшая вирусной рекламной кампанией по продвижению фильмов и всей киновселенной. Кампания является расширением роли вымышленной новостной сети WHIH World News, которая освещает основные события во многих фильмах и сериалах КВМ. Лесли Бибб повторяет роль Кристин Эверхарт из фильмов о Железном человеке.
«Агенты „Щ.И.Т.“: Йо-Йо» (2016) — шестисерийный веб-сериал, созданный Marvel Television для сайта ABC.com и заполняющий сюжетные пробелы перед событиями четвёртого сезона «Агентов „Щ.И.Т.“».
Первые два сезона «The Daily Bugle» (2019—2022) стали сериалом внутри вселенной, продуктом вирусного маркетинга для фильмов «Человек-паук: Вдали от дома» и «Человек-паук: Нет пути домой». Видео первоначально были выпущены на YouTube, а затем в социальной сети TikTok. Сериал основан на вымышленном одноимённом новостном издании, появляющемся в КВМ — само по себе оно основано на вымышленном одноимённом газетном агентстве из Marvel Comics. Дж. К. Симмонс и Энгаури Райс повторили роли Дж. Джона Джеймсона и Бетти Брант из фильмов о Человеке-пауке.

### Комикс-приквелы и тай-ины
Издательством Marvel Comics было выпущено несколько ограниченных серий и одиночных комиксов, которые связаны с фильмами и телесериалами КВМ. Подобные комиксы рассказывают небольшие истории о существующих персонажах и устанавливают связи между проектами КВМ, не обязательно расширяя вселенную или вводя новых персонажей.

### Книги
«Файлы Ваканды: Технологическое исследование Мстителей и не только» — это «сборник документов, статей, чертежей и заметок, собранных на протяжении всей истории Боевыми собаками Ваканды» по просьбе Шури. Книга организована по областям изучения и охватывает технологические достижения на протяжении истории «Киновселенной Marvel». Сборник, реально существующий в КВМ, был написан Троем Бенджамином и опубликован издательской группой «Epic Ink и Quarto». «Файлы Ваканды» включают содержимое, напечатанное ультрафиолетовыми чернилами, которое можно увидеть с помощью ультрафиолетовых бусин Кимойо, включённых в комплект. Сборник был выпущен 20 октября 2020 года.

### Музыка
Различные композиторы написали саундтреки для фильмов и телесериалов КВМ, короткометражек и других связанных с ними проектов. Для некоторых фильмов были специально написаны оригинальные песни; Брайан Тайлер и Майкл Джаккино написали фанфары под логотип Marvel Studios.

## Хронология
Во время создания фильмов Первой фазы у студии Marvel не было подробного плана выстраивания своих проектов в одну временную линию, но некоторые проекты содержали отсылки друг на друга. Действие «Железного человека 2» разворачивается в 2011 году через полгода после событий «Железного человека» и примерно в то же время, что и события «Тора», согласно комментариям Ника Фьюри. События нескольких короткометражных фильмов Marvel One-Shots происходят между или во время событий фильмов Первой фазы, например «Консультант» (после событий «Железного человека 2» и «Невероятного Халка»), «Забавный случай по дороге к молоту Тора» (до событий «Тора»), «Образец 47» (после «Мстителей») и «Агент Картер» (через год после событий «Первого мстителя»).
Создатели решили упростить хронологию событий во вселенной, поэтому после «Мстителей» действие фильмов Второй фазы разворачивается параллельно реальному времени: события «Железного человека 3» происходят примерно через полгода, во время Рождества 2012 года; «Тор 2: Царство тьмы» — год спустя, а «Первый мститель: Другая война» — два года спустя. «Мстители: Эра Альтрона» и «Человек-муравей» завершили события Второй фазы в 2015 году, причём между этими фильмами во вселенной, как и в реальной жизни, прошло несколько месяцев. Действие короткометражки «Да здравствует король» разворачивается в 2013 году после событий «Железного человека 3».
Режиссёры братья Руссо продолжили располагать события фильмов Третьей фазы параллельно реальным, поэтому действие ленты «Первый мститель: Противостояние» начинается через год после «Эры Альтрона», а картины «Мстители: Война бесконечности» — через два года. Продюсер Брэд Уиндербаум рассказал, что фильмы Третьей фазы на самом деле «будут разворачиваться буквально друг на друге», но при этом будут менее «взаимосвязаны», чем проекты Первой фазы. События фильмов «Чёрная пантера» и «Человек-паук: Возвращение домой» начинаются через неделю и несколько месяцев после «Противостояния», соответственно; лента «Тор: Рагнарёк» разворачивается через четыре года после «Царства тьмы» и через два года после «Эры Альтрона», примерно в то же время, что «Противостояние» и «Возвращение домой»; события «Доктора Стрэнджа» растянуты на целый год и заканчиваются «примерно там же, где и события упомянутых лент»; действие фильма «Человек-муравей и Оса» начинается через два года после «Противостояния» и незадолго до «Войны бесконечности»; события лент «Стражи Галактики» и «Стражи Галактики. Часть 2» разворачиваются друг за другом в 2014 году, что, по мнению Кевина Файги, создаст необходимый четырёхлетний разрыв между «Частью 2» и «Войной бесконечности». После выхода «Войны бесконечности» братья Руссо заявили, что будущие фильмы не обязательно будут разворачиваться в реальном времени, поскольку существует «много невероятно изобретательных способов развития сюжета»; например, основное действие фильма «Капитан Марвел» сосредоточены в 1995 году. События ленты «Мстители: Финал» начинаются вскоре после «Войны бесконечности» и заканчиваются в 2023 году после пятилетнего скачка во времени. «Финал» подтвердил датировки событий некоторых других фильмов: «Мстители» — в 2012 году, «Тор 2: Царство тьмы» — в 2013 году, «Стражи Галактики» — в 2014 году, «Доктора Стрэнджа» — на протяжении 2017 года, а «Человек-муравей и Оса» — в 2018 году одновременно с «Войной бесконечности». Действие ленты «Человек-паук: Вдали от дома» начинается в 2024 году, через восемь месяцев после «Финала».
В Четвёртой фазе официальная часть КВМ обзавелась собственными сериалами, имеющими большую взаимосвязь с полнометражными фильмами, чем сериалы от Marvel Television. События фильма «Чёрная вдова» происходят между «Противостоянием» и «Войной бесконечности», главным образом между основной частью «Противостояния» и его финальной сценой. Многие проекты фазы начинаются после событий «Мстители: Финал». Действие сериала «Ванда/Вижн» начинается через три недели после «Финала» и является предысторией фильма «Доктор Стрэндж: В мультивселенной безумия»; события «Мультивселенной безумия» также разворачиваются после «Финала» и связаны с «Ванда/Вижн» и лентой «Человек-паук: Нет пути домой». Первый сезон «Локи» продолжает события альтернативной реальности 2012 года, показанные в «Финале», но большая часть сериала разворачивается вне времени и пространства, учитывая введение Управления временны́ми изменениями. Действие мультсериала «Что, если…?» начинается после финального эпизода первого сезона «Локи», в нём исследуются различные альтернативные ответвления недавно созданной мультивселенной, в которых основные моменты из фильмов КВМ происходят иначе. События сериала «Сокол и Зимний солдат» разворачиваются через полгода после «Финала». Действие «Вечных» происходит примерно в то же время, что и «Сокол и Зимний солдат» и «Человек-паук: Вдали от дома», через 6-8 месяцев после «Финала» в 2024 году. Действие фильма «Шан-Чи и легенда десяти колец» также разворачивается после «Финала». События ленты «Человек-паук: Нет пути домой» начинаются сразу после «Вдали от дома» и разворачиваются вплоть до конца 2024 года; действие «Мультивселенной безумия» разворачивается поздней осенью 2024 года, через месяц после основного сюжета «Нет пути домой». События сериала «Соколиный глаз» происходят через год после «Финала», во время рождественского сезона 2024 года. Действие сериала «Лунный рыцарь» разворачивается после «Соколиного глаза» в начале 2025 года. События сериала «Мисс Марвел» происходят после «Лунного рыцаря», через один-два года после «Финала». Действие фильма «Тор: Любовь и гром» также разворачивается после «Финала», около 2024 года.Первый эпизод короткометражного мультсериала «Я есть Грут» разворачивается между фильмами «Стражи Галактики» и «Стражи Галактики. Часть 2»; остальные эпизоды происходят непосредственно после второго фильма. События сериала «Женщина-Халк: Адвокат» разворачиваются после фильма «Шан-Чи и легенда десяти колец». События фильма «Чёрная пантера: Ваканда навеки» происходят после фильмов «Вечные» и «Человек-паук: Нет пути домой» между сериалами «Лунный рыцарь» и «Женщина-Халк: Адвокат». Действие праздничного спецвыпуска «Стражи Галактики» следует за фильмом «Тор: Любовь и гром».
Второй сезон «Локи» продолжает сюжетную линию первого и происходит в УВИ с путешествиями в прошлое, настоящее, будущее и в альтернативные реальности. События фильма «Человек-муравей и Оса: Квантомания» происходят через небольшое время после событий сериала «Мисс Марвел» и фильма «Чёрная пантера: Ваканда навеки». Действие фильма «Стражи Галактики. Часть 3» происходит после праздничного спецвыпуска в начале 2026 года. Действия сериала «Секретное вторжение» происходят через тридцать лет после фильма «Капитан Марвел», а также через некоторое время после фильмов «Человек-паук: Вдали от дома» и «Чёрная пантера: Ваканда навеки». События фильма «Капитан Марвел 2» происходят после сериалов «Ванда/Вижн», «Мисс Марвел» и «Секретное вторжение». Действия сериала «Эхо» разворачиваются через пять месяцев после сериала «Соколиный глаз» ― в мае 2025 года.

## Мультивселенная
В пятом томе «Официального справочника вселенной Marvel от А до Я» (2008) КВМ обозначена как «Земля-199999», что нашло отражение и в последующих упоминаниях киновселенной. Телесериалы «Локи» и «Что, если…?» стали первыми проектами, раскрывшими концепцию мультивселенной в КВМ; позже фильм «Человек-паук: Нет пути домой» связал КВМ с другими франшизами о Человеке-пауке: трилогией «Человек-паук» Сэма Рэйми, дилогией «Новый Человек-паук» Марка Уэбба и Вселенной Человека-паука от Sony (SSU). В фильме SSU «Веном 2» (2021) КВМ была обозначена как основная вселенная. В фильме «Доктор Стрэндж: В мультивселенной безумия» основная вселенная КВМ получила обозначение «Земля-616» (впервые упомянута в ленте «Человек-паук: Вдали от дома»), как и основная вселенная Marvel Comics, другая вселенная обозначена как «Земля-838».

## Актёры и персонажи
Таблица включает актёров, которые появились минимум в трёх фильмах/сериалах КВМ и получили одно из центральных упоминаний в титрах минимум двух мини-франшиз КВМ.
- Ф — персонаж появляется на фотографии
- Г — звучит только голос персонажа

| Персонаж                                        | Фильмы                                     | Сериалы и спецвыпуски | Короткометражные фильмы | Веб-сериалы | Анимация                      |
| ----------------------------------------------- | ------------------------------------------ | --------------------- | ----------------------- | ----------- | ----------------------------- |
| Фил Колсон                                      | Кларк Грегг                                | Кларк Грегг           | Кларк Грегг             | Кларк Грегг | Кларк Грегг                   |
| Маргарет «Пегги» Картер                         | Хэйли Этвелл                               | Хэйли Этвелл          | Хэйли Этвелл            |             | Хэйли Этвелл                  |
| Говард Старк                                    | Джерард СандерсФДжон СлэттериДоминик Купер | Доминик Купер         | Доминик Купер           |             | Доминик КуперДжон Слэттери    |
| Тревор Слэттери                                 | Бен Кингсли                                | Бен Кингсли           | Бен Кингсли             |             |                               |
| Джеймс «Баки» Барнс Зимний солдат / Белый волк  | Себастиан Стэн                             | Себастиан Стэн        |                         |             | Себастиан Стэн                |
| Клинт Бартон Соколиный глаз / Ронин             | Джереми Реннер                             | Джереми Реннер        |                         |             | Джереми Реннер                |
| Елена Белова Чёрная вдова                       | Флоренс Пью                                | Флоренс Пью           |                         |             | Флоренс Пью                   |
| Кейт Бишоп Соколиный глаз                       | Хейли Стайнфелд                            | Хейли Стайнфелд       |                         |             | Хейли Стайнфелд               |
| Брюс Бэннер Халк                                | Эдвард Нортон Лу ФерриньоГМарк Руффало     | Марк Руффало          |                         |             | Марк Руффало                  |
| Вижн Д.Ж.А.Р.В.И.С.                             | Пол Беттани                                | Пол Беттани           |                         |             | Пол Беттани                   |
| Вонг                                            | Бенедикт Вонг                              | Бенедикт Вонг         |                         |             | Бенедикт Вонг                 |
| Грут                                            | Вин ДизельГ                                | Вин ДизельГ           |                         |             | Вин Дизель                    |
| Дракс Разрушитель                               | Дэйв Батиста                               | Дэйв Батиста          |                         |             | Фред Таташор                  |
| Кэрол Дэнверс Капитан Марвел                    | Бри Ларсон                                 | Бри Ларсон            |                         |             | Александра Дэниэлс            |
| Шэрон Картер Агент 13 / Торговец силой          | Эмили Ванкэмп                              | Эмили Ванкэмп         |                         |             | Эмили Ванкэмп                 |
| Питер Квилл Звёздный лорд                       | Крис Прэтт                                 | Крис Прэтт            |                         |             | Брайан Т. Делани              |
| Локи                                            | Том Хиддлстон                              | Том Хиддлстон         |                         |             | Том Хиддлстон                 |
| Дарси Льюис                                     | Кэт Деннингс                               | Кэт Деннингс          |                         |             | Кэт Деннингс                  |
| Ванда Максимофф Алая Ведьма                     | Элизабет Олсен                             | Элизабет Олсен        |                         |             | Элизабет Олсен                |
| Мэтт Мёрдок Сорвиголова                         | Чарли Кокс                                 | Чарли Кокс            |                         |             | Чарли Кокс                    |
| Небула                                          | Карен Гиллан                               | Карен Гиллан          |                         |             | Карен Гиллан                  |
| Ракета                                          | Брэдли КуперГ                              | Брэдли КуперГ         |                         |             | Брэдли Купер.                 |
| Моника Рамбо                                    | Акира АкбарТейона Паррис                   | Тейона Паррис         |                         |             | Тейона Паррис                 |
| Джеймс «Роуди» Роудс Воитель / Железный патриот | Терренс ХовардДон Чидл                     | Дон Чидл              |                         |             | Дон Чидл                      |
| Сэм Уилсон Сокол / Капитан Америка              | Энтони Маки                                | Энтони Маки           |                         |             | Энтони Маки                   |
| Рири Уильямс Железное сердце                    | Доминик Торн                               | Доминик Торн          |                         |             | Доминик Торн                  |
| Джон Уокер Агент США                            | Уайатт Рассел                              | Уайатт Рассел         |                         |             | Уайатт Рассел                 |
| Ник Фьюри                                       | Сэмюэл Л. Джексон                          | Сэмюэл Л. Джексон     |                         |             | Сэмюэл Л. Джексон             |
| Камала Хан Мисс Марвел                          | Иман Веллани                               | Иман Веллани          |                         |             | Иман Веллани                  |
| Мария Хилл                                      | Коби Смолдерс                              | Коби Смолдерс         |                         |             | Коби Смолдерс                 |
| Айо                                             | Флоренс Касумба                            | Флоренс Касумба       |                         |             |                               |
| Фрэнк Касл Каратель                             | Джон Бернтал                               | Джон Бернтал          |                         |             |                               |
| Мантис                                          | Пом Клементьефф                            | Пом Клементьефф       |                         |             |                               |
| Талос                                           | Бен Мендельсон                             | Бен Мендельсон        |                         |             |                               |
| Валентина Аллегра де Фонтейн                    | Джулия Луи-Дрейфус                         | Джулия Луи-Дрейфус    |                         |             |                               |
| Юсуф Хан                                        | Мохан Капур                                | Мохан Капур           |                         |             |                               |
| Джастин Хаммер                                  | Сэм Рокуэлл                                |                       | Сэм Рокуэлл             |             | Сэм Рокуэлл                   |
| Скотт Лэнг Человек-муравей                      | Пол Радд                                   |                       |                         | Пол Радд    | Пол Радд                      |
| Питер Паркер Человек-паук                       | Том Холланд                                |                       |                         | Том Холланд | Хадсон Темз                   |
| Гамора                                          | Зои Салдана                                |                       |                         |             | Синтия Макуильямс             |
| Хоуп ван Дайн Оса                               | Эванджелин Лилли                           |                       |                         |             | Эванджелин Лилли              |
| Окойе                                           | Данай Гурира                               |                       |                         |             | Данай Гурира                  |
| Вирджиния «Пеппер» Поттс                        | Гвинет Пелтроу                             |                       |                         |             | Бет Хойт                      |
| Стив Роджерс Капитан Америка                    | Крис Эванс                                 |                       |                         |             | Джош Китон                    |
| Наташа Романофф Чёрная вдова                    | Скарлетт Йоханссон                         |                       |                         |             | Лейк Белл                     |
| Таддеус Росс                                    | Уильям ХёртХаррисон Форд                   |                       |                         |             | Майк МакГиллТрэвис Уиллингхэм |
| Тони Старк Железный человек                     | Роберт Дауни-младший                       |                       |                         |             | Мик Уингерт                   |
| Доктор Стивен Стрэндж                           | Бенедикт Камбербэтч                        |                       |                         |             | Бенедикт Камбербэтч           |
| Тор                                             | Крис Хемсворт                              |                       |                         |             | Крис Хемсворт                 |
| Т’Чалла Чёрная пантера                          | Чедвик Боузман                             |                       |                         |             | Чедвик Боузман                |
| Хеймдалл                                        | Идрис Эльба                                |                       |                         |             | Идрис Эльба                   |
| Гарольд «Хэппи» Хоган                           | Джон Фавро                                 |                       |                         |             | Джон Фавро                    |
| Алексей Шостаков Красный страж                  | Дэвид Харбор                               |                       |                         |             | Дэвид Харбор                  |
| Шури Чёрная пантера                             | Летиша Райт                                |                       |                         |             | Озиома Акага                  |
| Эрик Селвиг                                     | Стеллан Скарсгард                          |                       |                         |             |                               |
| Эйва Старр Призрак                              | Ханна Джон-Кеймен                          |                       |                         |             |                               |
| Агата Харкнесс                                  |                                            | Кэтрин Хан            |                         |             | Кэтрин Хан                    |
| Джессика Джонс                                  |                                            | Кристен Риттер        |                         |             |                               |
| Коллин Винг                                     |                                            | Джессика Хенвик       |                         |             |                               |
| Люк Кейдж                                       |                                            | Майк Колтер           |                         |             |                               |
| Мерседес «Мисти» Найт                           |                                            | Симон Миссик          |                         |             |                               |
| Франклин «Фогги» Нельсон                        |                                            | Элден Хенсон          |                         |             |                               |
| Карен Пейдж                                     |                                            | Дебора Энн Уолл       |                         |             |                               |
| Дэнни Рэнд Железный кулак                       |                                            | Финн Джонс            |                         |             |                               |
| Клэр Темпл                                      |                                            | Розарио Доусон        |                         |             |                               |
| Уилсон Фиск Кингпин                             |                                            | Винсент Д’Онофрио     |                         |             |                               |

Кроме того, Пол Беттани стал первым актёром, который исполнил роли двух персонажей вселенной, озвучив искусственный интеллект Тони Старка Д.Ж.А.Р.В.И.С. в фильмах о Железном человеке и Мстителях, а также сыграв андроида Вижна в фильмах о Мстителях, ленте «Первый мститель: Противостояние» и мини-сериале «Ванда/Вижн». Дж. К. Симмонс стал первым актёром, который появился в КВМ с ролью персонажа не из КВМ: в лентах «Человек-паук: Вдали от дома» и «Человек-паук: Нет пути домой» Симмонс появился с камео Дж. Джона Джеймсона, которого он сыграл в трилогии о Человеке-пауке Сэма Рэйми (2002—2007).
Перед своей смертью в 2018 году Стэн Ли, создатель или соавтор комиксов о многих персонажах КВМ, появлялся с камео во всех фильмах и телесериалах, кроме «Сверхлюдей». В «Железном кулаке» выясняется, что его фотография со съёмочной площадки в сериале принадлежит капитану полиции Нью-Йорка Ирвингу Форбушу. В фильме «Стражах Галактики. Часть 2» Ли появляется с камео информатора Наблюдателей, обсуждая своих предыдущие приключения из других фильмов КВМ; он отчётливо упоминает свою работу курьером FedEx, отсылаясь на события ленты «Первый мститель: Противостояние». Это подтвердило теорию фанатов о том, что во всех своих камео Ли может играть роль одного и того же персонажа, а режиссёр и сценарист сиквела «Стражей Галактики» Джеймс Ганн отметил, что «зрители думали, что Стэн Ли — это Наблюдатель Уату, и что все эти камео являются частью его роли Наблюдателя. … Итак, появление Стэна Ли в роли героя, работающего на Наблюдателей, стало для меня чем-то забавным для включения в КВМ». Файги добавил, что Ли «очевидно существует, как вы знаете, вне реальности фильмов. Так что он может сидеть там на космическом астероиде на пит-стопе во время галактических прыжков Стражей… И можно подумать: „Подождите минутку, это тот самый персонаж, который появлялся во всех этих фильмах?“» После смерти Ли Marvel Studios решила не включать новые камео Ли в будущие проекты. Ведущий новостей канала NY1 Пат Кирнан также появлялся в нескольких фильмах и телесериалах КВМ в роли самого себя.

## Реакция и оценки
Через некоторое время после начала формирования Киновселенной Marvel некоторые журналисты стали критиковать элемент общей вселенной. Во время выхода «Мстителей» в 2012 году Джим Ворел из «Herald & Review» назвал киновселенную Marvel «сложной» и «впечатляющей», но отметил: «По мере того, как всё больше и больше героев получают свои собственные сольные проекты, общая вселенная становится всё более запутанной». Кофи Аутлоу из «Screen Rant» заявил, что, хотя «Мстители» имели успех, «у Marvel Studios ещё есть возможности для улучшения своего подхода к созданию общей киновселенной». Некоторые рецензенты критиковали тот факт, что стремление к формированию общей вселенной привело к созданию фильмов, которые сами по себе не были так хороши. В своём обзоре ленты «Тор 2: Царство тьмы» критик Forbes Скотт Мендельсон сравнил КВМ с «расхваленным телесериалом», а «Царство тьмы» — это «отдельный эпизод, в котором мало глубинной мифологии и смысла». Мэтт Голдберг из «Collider» посчитал, что, хотя «Железный человек 2», «Тор» и «Первый мститель» были качественными постановками, «на самом деле они никогда не были самостоятельными фильмами», чувствуя, что уклон сюжета к «Щ.И.Т.у» и подведение к «Мстителям» затянули повествование.
После выхода фильма «Первый мститель: Противостояние» стала снова обсуждаться метафора КВМ как «крупнейшего в мире телесериала», в частности, Эмили ВанДерверфф из «Vox» посчитала, что этот фильм особенно подчёркивает успех Marvel с моделью общей вселенной: «Просмотренное в отрыве от КВМ „Противостояние“ практически не имеет смысла… [но] если подумать о том, где был [Капитан Америка] в более ранних фильмах Marvel… , то его настороженность по поводу того, что за ним могут наблюдать, приобретает гораздо больший смысл». ВанДерверфф отметила, что многие «распространённые критические замечания, которые люди склонны выдвигать против КВМ, заключаются вокргу тезисов, что фильмы шаблонны, им не хватает „визуальной искры“ или „изюминки в сюжетных элементах истории“»; подобные характеристики «довольно типичны для телевидения, где влияние режиссёра намного меньше, чем влияние шоураннера», в данном случае Файги. Сравнивая фильмы КВМ с сериалом «Игра престолов», ВанДерверфф отметила, что каждый сольный фильм прослеживает «различных персонажей и их отдельные побочные истории, прежде чем собрать всех вместе в финале (или, скорее, в фильме о Мстителях)»; Стражи Галактики, например, можно сравнить с Дейенерис Таргариен — «команда/героиня отделены большими расстояниями от всех остальных». Критик отметила, что подобный формат стал расширением ранних «телевизионных» франшиз, таких как «Звёздные войны», а также формата комиксов, на которых основаны фильмы КВМ. «Я говорю всё это не для того, чтобы обосновать мнение, что кинофраншизы, напоминающие телесериалы, обязательно являются хорошей тенденцией», — заключила Вандерверфф. «Несмотря на то, что мне в целом нравятся фильмы Marvel, меня обескураживает возможность того, что их форма может захватить киноиндустрию… Но я также не думаю, что это конец света, если Marvel продолжит своё существование… есть причина, по которой телевидение захватило все разговоры о культуре за последние несколько десятилетий. Есть что-то действительно захватывающее в том, как медийная компания рассказывает в своих фильмах хорошие истории, и, по крайней мере, успех Marvel показывает, что мир кино может извлечь из этого уроки».
После завершения первого сезона «Агентов „Щ.И.Т.“» Мэри Макнамара из «Los Angeles Times» высоко оценила связь между этим сериалом и фильмами, заявив, что "никогда раньше телевидение не было буквально женатым на кино, поэтому ему теперь поручено заполнить пробелы в предыстории и создать связи в развивающейся кинофраншизе… [«Агенты „Щ.И.Т.“»] теперь не только очень хорошее шоу само по себе, но и часть мультиплатформенного города-государства Marvel. Перед ним будущее вечного переизобретения, и это ставит сериал в волнующую первую фазу телевизионных американских горок на пути к возможному мировому господству". Терри Шварц из «Zap2it» согласилась с этим мнением, заявив, что «тот факт, что „Первый мститель: Другая война“ настолько повлиял на сериал, меняет правила игры с точки зрения переплетения возможностей кино и телевидения», однако, ошибка, кажется, состояла в откладывании «Агентов „Щ.И.Т.“» до выхода «Другой войны», что вызвало много критики.
В январе 2015 года Майкл Доран из «Newsarama» и Грэм Макмиллиан из «The Hollywood Reporter» устроили дебаты «аргументов и контраргументов» в ответ на первый трейлер «Человека-муравья». Доран заявил: «Marvel подняла планку та-а-ак высоко, что вместо того, чтобы просто увидеть фильм ниже планки [киновселенной], мы все чрезмерно и, возможно, слишком остро реагируем на первую вещь, которая не проясняет содержание ленты». Макмиллиан ответил: «На данный момент бренд Marvel таков, что я не уверен, что он может предложить что-то вроде [трейлера] без того, чтобы это выглядело сокрушительным разочарованием… часть бренда Marvel заключается в том, что он не предлагает что-то вроде заурядного фильма о супергероях, о котором вы рассуждаете, что он… по крайней мере, достаточно выделяется своей игрой с жанрами… Тот факт, что этот трейлер так расстраивает… ну, ладно… мне кажется, что зрители ждут чего-то, что снесёт им головы». Доран заключил: «Кажется, в этом и есть смысл — надежды фанатов на всё, что делает Marvel Studios… [и] Marvel, в конечном итоге рухнут».
Увидев адаптацию Жёлтого жакета в «Человеке-муравье», антагониста фильма, Макмиллиан отметил:
После выхода «Джессики Джонс» Дэвид Прист из CNET написал о том, как сериал спасает «Marvel от самой себя… „Джессика Джонс“ делает большие шаги вперёд с точки зрения темы, продакшна и разнообразия. Это сначала хорошая история, а уже затем шоу о супергероях. И впервые кажется, что КВМ имеет значение. Наша культура нуждается в таких историях. Мы надеемся, что Marvel сохранит их». Пола Тасси и Эрика Кейна из «Forbes» просмотр сериала заставил усомниться в КВМ, при этом Каин посчитал, что «морально сложный, жестокий, тёмный мир „Джессики Джонс“ не имеет места в КВМ… прямо сейчас КВМ удерживает такие шоу, как „Джессика Джонс“ и „Сорвиголова“, в то время как они абсолютно ничего не вносят в КВМ». Тасси пошёл дальше и задался вопросом, в чём «смысл Киновселенной Marvel», сетуя на отсутствие крупных кроссоверов во франшизе с момента сюжетного поворота с «Другой войной» в «Агентах „Щ.И.Т.“»; критик отметил, что «Джессика Джонс» так «далека от мира „Мстителей“, сериал вообще может быть расположен в другой вселенной… [Я] действительно не понимаю смысла [КВМ], если они собираются держать всё в нём разделённым в этих маленьких ящиках». И наоборот, Эрик Франциско из «Inverse» назвал отсутствие у «Джессики Джонс» явных связей с КВМ «главным преимуществом шоу. Помимо демонстрации того, насколько физически широки масштабы КВМ, „Джессика Джонс“ также доказывает тематическую устойчивость КВМ».
В апреле 2016 года Marvel Studios раскрыла, что Элфри Вудард появится в фильме «Первый мститель: Противостояние», а годом ранее актриса была выбрана на роль Мэрайи Диллард в сериале «Люк Кейдж». Это «породило надежды на то, что Marvel сможет объединить вселенные фильмов и сериалов Netflix», начав с «одной из первых и самых прочных связей» между ними. Сценаристы «Противостояния» Кристофер Маркус и Стивен Макфили рассказали, что Вудард сыграет в фильме роль Мириам Шарп, объяснив, что она была выбрана по предложению Роберта Дауни-мл., и они узнали о её роли в «Люке Кейдже» только после кастинга. Это был не первый случай, когда один актёр играл несколько ролей в КВМ, но этот кастинг был назван более «значительным» и многими воспринят как «разочаровывающий» признак «растущего разрыва» и «отсутствия более удовлетворительного сотрудничества» между Marvel Studios и Marvel Television после корпоративных перестановок в Marvel Entertainment в сентябре 2015 года.
Говоря о сеттинге 1990-х годов для фильма «Капитан Марвел», «первого полнометражного фильма КВМ о целом десятилетии со времён „Первого мстителя“ в 2011 году», Ричард Ньюби из «The Hollywood Reporter» посчитал возвращение более молодых версий некоторых персонажей, представленных и убитых в более ранних фильмах «открыло КВМ совершенно по-новому и расширило мантру франшизы „всё взаимосвязано“». Говоря конкретно о появлении в фильме Кларка Грегга в роли агента Фила Колсона, Ньюби отметил, что появление «не совсем устраняет барьеры между Marvel Studios и Marvel Television, [но] укрепляет основу и чувство, что эти персонажи всё ещё имеют значение в грандиозной схеме кинопланов Marvel». Он также выразил надежду, что преемственность «Агентов „Щ.И.Т.“» будет сохранена в «Капитане Марвел», тем более что Колсон в сериале имел дело с Кри. Ньюби также добавил, что переход к другим периодам времени поможет Marvel Studios «поддержать эту киновселенную в течение следующих 10 лет», позволив им повторить некоторые из ранее использовавшихся жанров, поскольку тогда они могли бы снова стать «свежими», но иметь «другие правила и различные ограничения», а также позволить опираться на материал, представленный в телесериалах, таких как «Агент Картер». Он заключил,
Похоже в своём обзоре фильма «Мстители: Финал» Джо Моргенштерн из The Wall Street Journal признал уникальное достижение Киновселенной Marvel:
Многие известные режиссёры высказали разные мнения как об успехе, так и о качестве КВМ. В октябре 2019 года режиссёр Мартин Скорсезе открыто раскритиковал фильмы Marvel в интервью и во время лекции Дэвида Лина в Лондоне, а позже и в статье в «The New York Times»; Скорсезе отметил, что эти фильмы не являются подлинным кинематографом, а вместо этого являются эквивалентом аттракционов в тематическом парке, в которых нет «тайны, откровения или настоящей эмоциональной опасности». Он также заявил, что такие фильмы являются продуктами корпораций, которые были «исследованы рынком, проверены аудиторией, модифицированы, обновлены и перемодифицированы до состояния, пока они не будут готовы к потреблению», и что вторжение таких фильмов-«тематических парков» в кинотеатры вытеснило фильмы других режиссёров. Создатели фильмов КВМ Джосс Уидон и Джеймс Ганн отвергли замечания Скорсезе, однако последнего поддержал Фрэнсис Форд Коппола, который назвал потенциальное влияние фильмов Marvel на киноиндустрию «отвратительным». В сентябре 2021 года режиссёр Дени Вильнёв отметил, что фильмы Marvel «представляют собой не что иное, как „вырезание и вставку“ других лент», что «немного превратило нас в зомби». В феврале 2022 года режиссёр Роланд Эммерих высказал мнение, что крупные блокбастеры и франшизы, такие как КВМ и «Звёздные войны», «немного разрушают нашу индустрию», поскольку «никто больше не делает ничего оригинального». Противоположным мнением поделился Джордж Миллер: «Для меня это всё кино. Я не думаю, что вы можете превратить индустрию в гетто и определять: о, это кино или вот то кино. Это относится ко всем искусствам, литературе, актёрскому искусству, живописи и музыке, во всех их формах. Это такой широкий спектр, широкий диапазон, и сказать, что кто-то значительнее или важнее другого, означает упустить суть. Это одна большая мозаика, и каждый кусочек работы вписывается в неё».
В декабре 2021 года компания Morning Consult провела исследование аудитории КВМ и пришла к выводу, что только 9 % фанатов Marvel относятся к поколению Z, 64 % фанатов — это взрослые белые, а 42 % фанатов живут в пригородах.

## Культурное влияние

### Другие студии
После выпуска «Мстителей» в мае 2012 года Том Руссо из Boston.com отметил, что, если не считать случайных «новинок», таких как «Чужой против Хищника» (2004), идея общей вселенной была практически неслыханной в Голливуде. С тех пор другие киностудии, владеющие правами на других персонажей комиксов, начали копировать модель общей вселенной, созданной Marvel Studios. В апреле 2014 года Туна Амоби, аналитик по информационным технологиям компании Standard & Poor’s, заявил, что в предыдущие 3—5 лет голливудские студии начали планировать создание «мегафраншиз» на годы вперёд, а не одного блокбастера за раз. Амоби добавил: «Многие из этих супергероев просто оставлены пылиться на полке. Disney доказал, что этот [подход и жанр] может быть золотой жилой». Сейчас, когда всё больше студий «играют в мегафраншизы», Дуг Кройтц, медиа-аналитик Cowen and Company, считает, что привлекательность подобного кино для зрителей в конце концов угаснет: «Если Marvel собирается снимать два или три фильма в год, а каждая из студий Warner Brothers, Sony и Fox — по крайней мере один фильм в год, то могут ли все преуспеть при этом развитии событий? Я не уверен в этом».
В марте 2018 года Патрик Шенли из «The Hollywood Reporter» высказал мнение, что «ключевое различие между обычной франшизой, такой как фильмы „Форсаж“ или „Идеальный голос“, и общей вселенной заключается в количестве планирования и пересечений, которое входит в каждый отдельный фильм. Слишком легко сделать фильм, который существует исключительно с целью выпуска будущих частей и расширения мира, а не фильм, который основывается на своих собственных достоинствах, ловко намекая или подмигивая на своё место в большом мире. В этом отношении КВМ пока что процветала». Шенли посчитал, что «Железный человек» сам по себе был нацелен на то, чтобы стать приятным самостоятельным опытом, а не на общую рекламу 17 последующих фильмов. Этот менталитет сохранялся в большинстве фильмов КВМ за последнее десятилетие, что тем более впечатляет, так как список героев теперь превышает отметку в две дюжины.

#### DC Entertainment и Warner Bros. Pictures
В октябре 2012 года, после судебной победы над наследниками Джо Шустера за права на Супермена, Warner Bros. Pictures объявила, что планирует продолжить работу над ожидаемым фильмом о Лиге справедливости, объединив таких супергероев DC Comics, как Бэтмен, Супермен и Чудо-женщина. Ожидалось, что компания применит подход, противоположный Marvel, выпустив отдельные фильмы для персонажей после их появления в фильме-кроссовере. Выпуск «Человека из стали» в 2013 году должен был стать началом новой общей вселенной DC, «заложив основу для будущих фильмов, основанных на комиксах DC». В 2014 году Warner Bros. объявила о своих будущих фильмах, подобно тому, как Disney и Marvel заявляют даты выхода фильмов на несколько лет вперёд. В том же году коммерческий директор DC Джефф Джонс заявил, что действие телесериалов «Стрела» и «Флэш» происходит в отдельной вселенной от вселенной нового фильма, позже уточнив, что «мы смотрим на это как на мультивселенную. У нас есть наша телевселенная и киновселенная, но они сосуществуют. В творческом плане мы позволяем каждому создавать наилучший продукт, рассказывать лучшую историю, создавать лучший мир. У каждого есть своё видение, и вы действительно хотите, чтобы это видение засияло… Это просто другой подход [в отличие от Marvel]».
Обсуждая очевидную неудачу первого командного фильма киновселенной DC «Бэтмен против Супермена: На заре справедливости» в плане создания успешного эквивалента КВМ, Эмили Вандерверфф отметила, что там, где у КВМ имеется «телевизионный шоураннер» в лице Файги, «провидец, стоящий за всей линейкой Marvel», у DCEU есть режиссёр Зак Снайдер, чьи фильмы DC «по-видимому, отталкиваются от предположения, что зрители пришли не для того, чтобы увидеть отдельную историю, а для того, чтобы увидеть длинную серию тизеров для последующих лент. Как будто он знает, что именно он должен делать, но не может сосредоточиться на поставленной задаче. Телевидение, конечно, не застраховано от этой проблемы, но сериалы, которые увязают в создании предысторий с большой концепцией и масштабным мышлением до включения в сюжет персонажей и их взаимоотношений, как правило, закрываются». Впоследствии, в мае 2016 года, Warner Bros. передала ведение DCEU Джонсу и исполнительному директору Джону Бергу в попытке «объединить разрозненные элементы фильмов DC» и повторить успех Marvel. Джонс и Берг стали продюсерами фильмов о Лиге справедливости, а Джонс также принял участие в пересобирании «Отряда самоубийц» на стадии постпродакшна и в процессе написания сольного фильма о Бэтмене. После успешного выпуска «Чудо-женщины» в июне 2017 года руководство DC решили уменьшить взаимосвязанность своих фильмов, а президент DC Entertainment Дайан Нельсон заявила: «Конечно, мы намерены двигаться вперёд с общей вселенной, чтобы убедиться, что ничего не расходится и всё имеет смысл, но нет никакой абсолютной веры в общую сюжетную линию или взаимосвязанность в этой вселенной… В будущем вы увидите, что вселенная фильмов DC является общей вселенной, но той, основа которой исходит из сердец режиссёров, которые их создают». Кроме того, руководство DC решило также в рамках новой линейки фильмов сосредоточиться на проектах, «полностью отстранённых от всех других, действие которых происходит за пределами DCEU», а первая подобная лента сосредоточилась на Джокере.

#### 20th Century Fox
В ноябре 2012 года компания 20th Century Fox объявила о планах создать свою собственную общую вселенную, состоящую из персонажей Marvel, права на которых принадлежат ей, включая Фантастическую четвёрку и Людей Икс, а также о найме Марка Миллара в качестве главного продюсера. Миллар рассказал: «Руководство Fox подумало, „Мы обладаем правами на некоторых потрясающих персонажей. Есть и другая сторона вселенной Marvel. Давайте попробуем добиться определённой связности [будущих фильмов]“. Поэтому они пригласили меня, чтобы я действительно контролировал производство. Чтобы встречаться со сценаристами и режиссёрами, чтобы предлагать новые пути для использования этого материал, и новые вводные, которые могли бы вырасти из этого». Фильм «Люди Икс: Дни минувшего будущего» 2014 года стал первым шагом Fox к расширению вселенной своих персонажей Marvel и собственно созданию общей вселенной перед выпуском фильма-перезагрузки «Фантастическая четвёрка» через год. В мае 2014 года сценарист «Дней минувшего будущего» и «Фантастической четвёрки» Саймон Кинберг заявил, что действие «Четвёрки» будет происходить в отдельной вселенной от мира фильмов о Людях Икс, пояснив, что «ни в одном из фильмов о Людях Икс не вводится даже понятие о такой команде супергероев, как Фантастическая четвёрка. К тому же Фантастическая четвёрка обретает способности, поэтому для них жить в мире, где преобладают мутанты, довольно сложно, потому что вы думаете „О, ты просто мутант“ или „Что в тебе такого фантастического?“… они живут в разных вселенных». В июле 2015 года режиссёр «Людей Икс» Брайан Сингер заявил, что кроссовер между «Людьми Икс» и «Фантастической четвёркой» всё ещё возможен, это будет зависеть от реакции на саму «Фантастическую четвёрку» и ленту «Люди Икс: Апокалипсис».
Считая, что усилия Сингера в «Апокалипсисе» по созданию общей вселенной, подобной КВМ, не соответствуют стандартам, установленным Marvel, Вандерверфф отметила, что, в отличие от способности Файги выступать в качестве «псевдо-шоураннера», Сингер вместо этого «погружён в кино и таким образом, каким всегда рассказывались истории в кино», поэтому «когда приходит время соединять „Апокалипсис“ с сюжетными нитями из ранее вышедшей ленты „Люди Икс: Первый класс“ [режиссёр Мэтью Вон], режиссура Сингера и сценарий Саймона Кинберга полагаются на избитые приёмы и неуклюжее повествование», что указывает на отсутствие «масштабного мышления, которого требует такая мега-франшиза». В своём обзоре «Тёмного Феникса» Джо Моргенштерн из «The Wall Street Journal» охарактеризовал всю серию фильмов о Людях Икс как «заведомо нестабильную франшизу». В марте 2019 года права на экранизацию Дэдпула, Людей Икс и Фантастической четвёрки вернулись к Marvel Studios после приобретения компании 21st Century Fox компанией Disney.

#### Sony Pictures
В ноябре 2013 года сопредседатель Sony Pictures Entertainment Эми Паскаль объявила, что студия намерена расширить свою вселенную, созданную в рамках дилогии «Новый Человек-паук» Марка Уэбба, и создать спин-оффы для второстепенных персонажей в попытке воспроизвести модель Marvel и Disney. В следующем месяце Sony анонсировала фильмы «Веном» и «Зловещая шестёрка», действие которых происходит во вселенной «Нового Человека-паука». Издание IGN отметило, что эти спин-оффы стали «свежим примером того, что мы можем назвать „эффектом Мстителей“ в Голливуде, поскольку студии работают над созданием взаимосвязанных киновселенных». Sony решила не копировать модель Marvel Studios, которая сначала представляет отдельных персонажей, а затем объединяет их в командному фильме; вместо этого Sony решила сделать злодеев Человека-паука центральными персонажами будущих фильмов. В феврале 2015 года Sony Pictures и Marvel Studios объявили, что франшиза о Человеке-пауке будет переработана: в июле 2017 года выйдет новый фильм, созданный совместно Файги и Паскаль, а персонаж будет интегрирован в КВМ. Sony Pictures продолжит финансировать, распространять, владеть и иметь окончательный творческий контроль над фильмами о Человеке-пауке. Одновременно с этим анонсом сиквелы ленты «Новый Человек-паук: Высокое напряжение» были отменены, а к ноябрю 2015 года фильмы «Веном» и «Зловещая шестёрка», а также спин-оффы о женских персонажах вселенной Человека-паука больше не находились в активной разработке. К марту 2016 года концепция фильм о Веноме была переработана для создания отдельной вселенной, не связанной с Человеком-пауком из КВМ. Год спустя Sony официально объявила, что фильм «Веном» находится в разработке и выйдет 5 октября 2018 года; также была начата работа над фильмом, посвящённым Серебряному Соболю и Чёрной кошке, известный как «Серебряное и чёрное». Оба проекта были изначально отделены от КВМ и «Возвращения домой» и помещены в другую вселенную, позднее получившей название Вселенная Человека-паука от Sony. В сцене после титров фильма «Веном 2» (2021) Эдди Брок / Веном переместился в КВМ.
После того, как Sony отменила свои планы на расширенную вселенную и поделила Человека-паука с Marvel Studios, многие критики обсудили неудачу студии в воспроизведении КВМ. Скотт Меслоу из «The Week» отметил ощутимые недостатки первого фильма серии «Новый Человек-паук», помимо главных героев, и то, как сиквел «удваивает все ошибки оригинала, делая при этом несколько собственных… Теперь у нас есть хрестоматийный пример того, как не надо перезагружать супергеройскую франшизу, и если Sony и Marvel будут мудрыми, они извлекут уроки из этого, когда наметят новый курс для Человека-паука». Скотт Мендельсон отметил, что «Новый Человек-паук: Высокое напряжение» «рекламировался не столько как продолжение „Нового Человека-паука“, сколько как запасной выход и приквел фильма „Человек-паук против Зловещей шестёрки“. Если бы Sony придерживалась первоначального плана стандартной франшизы о супергероях, которая действительно была основана на романтической драме, они, по крайней мере, выделялись бы на переполненном пространстве подобных франшиз. Когда каждый фильм о супергероях пытается стать крупнее и масштабнее, „Новый Человек-паук“ мог бы отличиться, став маленьким и интимным». Это сэкономило бы Sony «кучу денег» и потенциально предотвратило относительную финансовую неудачу фильма.

### Академия
В сентябре 2014 года Балтиморский университет анонсировал курс в весеннем семестре 2015 года, посвящённый Киновселенной Marvel, на котором будет преподавать Арнольд Т. Блумберг. «Жанры медиа: Marvel медиа» исследует, «как серия взаимосвязанных фильмов и сериалов Marvel, связанные с ними комиксы и другие СМИ, а также мономиф Джозефа Кэмпбелла о „пути героя“ предлагают важную информацию о современной культуре», а также усилия Marvel по «созданию жизнеспособной вселенной сюжетных линий, персонажей и предысторий».